# 임실 이문원 고택
임실 이문원 고택(任實 李文源 古宅)
전주이씨 효령대군의 8대손이며, 임실 입향조 춘성정 이담손(1490~?)의 5대손으로 병자호란 당시 독전어사를 지낸 충경공 이상형(李尙馨, 1585~1645) 선생의 둘째 아들인 이문원(李文源, 1613~1685)이 1650년대에 지은 것을 여러 차례 보수한 건물이다. 
장방형의 대지에 자리한 이 집은 ‘ㄷ’자형의 안채와 사랑채, 대문채가 있으며, 안마당과 사랑마당이 따로 있고, 사랑채에서 안채에 들어갈 때에도 안대문을 거쳐야 한다. 본 건물의 구조나 규모로 볼 때 조선시대 지방 사대부들의 주거생활을 엿볼 수 있는 건축으로서 그 보존상태가 매우 양호하다. 
2022년 12월 16일 전북특별자치도 문화유산자료로 지정되었다. 소유자 이정로씨의 노력으로 할아버지 이강진(李康珍, 1895~1923)씨가 2022년 3월 2일 독립유공자로 추서됨에 따라 ‘독립유공자의 집’이 되었다. 이강진은 1919년 3월 23일 오수 만세운동 당시 이기송(李起松, 1888~1939)이 만세운동에 참여하라는 전갈을 받고 만세 시위에 참여하였다. 그후 1919년 8월경 조선 독립대동단(獨立大同團) 강령을 듣고 대대로 내려오던 고택을 사매면 관풍리 98번지 거주 이교상(李敎常)씨에게 매도하여 그 자금을 독립자금으로 건넸다고 한다. <매일신보> 1920년 10월 4일자 신문에 의하면, 남원경찰서는 김재구, 이강진, 이기주, 곽칠용, 김형규, 김사문, 유시동, 권창순, 이범수 등이 이기주(李起周)의 집에서 회합을 한다는 첩보를 접한 일본경찰에 의해 9월 4일 오전 1시에 전원을 체포하였다고 보도하였다. 이 결과로 1920년 9월 21일 대정 8년 제령 제7호 위반으로 판결을 받고, 1920년 11월 1일 전주지법으로 이송되었던 것이 확인된다.